# Урожайний провулок
Урожа́йний прову́лок — зниклий провулок, що існував у Дарницькому районі міста Києва, місцевість село Шевченка. Пролягав від Харківського шосе до Тростянецької вулиці. 

## Історія
Провулок виник у середині XX століття під назвою 906-та Нова вулиця. Назву Урожайний провулок набув 1955 року. 
Ліквідований у середині 1980-х років у зв'язку зі знесенням малоповерхової забудови села Шевченка.